# Przynotecko
Przynotecko [pronunciación en polaco: /pʂɨnɔˈtɛt͡skɔ/] es un pueblo en el distrito administrativo de Gmina Stare Kurowo, dentro del Distrito de Strzelce-Drezdenko, Voivodato de Lubusz, en el oeste de Polonia. Se encuentra aproximadamente 6 kilómetros al sudeste de Stare Kurowo, 15 kilómetros al sudeste de Strzelce Krajeńskie, y 33 kilómetros al este de Gorzów Wielkopolski.